# Banesto (wielerploeg)/2000
Deze pagina geeft een overzicht van de wielerploeg Banesto in 2000.

## Algemeen
Sponsors: Banesto (bank)
Ploegleiders: Eusebio Unzué Labiano, LAlfonso Galilea Zurbano, José Luis Jaimerena Laurnagaray
Manager: José Miguel Echávarri Garcia

## Renners
| Naam                       | Geboortedatum | Nationaliteit | Ploeg 1999 |
| -------------------------- | ------------- | ------------- | ---------- |
| José Luis Arrieta          | 16-06-1971    | Spanje        | Banesto    |
| Dariusz Baranowski         | 22-06-1972    | Polen         | Banesto    |
| Cândido Barbosa            | 31-12-1974    | Portugal      | Banesto    |
| Alberto Benito             | 03-03-1975    | Spanje        | Banesto    |
| Tomasz Brożyna             | 19-09-1970    | Polen         | Mroz       |
| Marzio Bruseghin           | 15-06-1974    | Italië        | Banesto    |
| José Vicente García Acosta | 04-08-1972    | Spanje        | Banesto    |
| Aitor Garmendia            | 03-03-1968    | Spanje        | Banesto    |
| Orlando Rodrigues          | 21-10-1969    | Portugal      | Banesto    |
| Eladio Jiménez             | 10-03-1976    | Spanje        | Banesto    |
| José María Jiménez         | 16-02-1971    | Spanje        | Banesto    |
| Pablo Lastras              | 20-01-1976    | Spanje        | Banesto    |
| David Latasa               | 14-02-1974    | Spanje        | Banesto    |
| Francisco Mancebo          | 09-03-1976    | Frankrijk     | Banesto    |
| Denis Menchov              | 25-01-1978    | Rusland       | Banesto    |
| David Navas                | 10-06-1974    | Spanje        | Banesto    |
| Jon Odriozola              | 26-12-1970    | Spanje        | Banesto    |
| Unai Osa                   | 12-06-1975    | Spanje        | Banesto    |
| Aitor Osa                  | 09-09-1973    | Spanje        | Banesto    |
| Leonardo Piepoli           | 29-09-1971    | Italië        | Banesto    |
| César Solaun               | 29-12-1970    | Spanje        | Banesto    |
| Alex Zülle                 | 05-07-1965    | Zwitserland   | Banesto    |
| Stagiairs                  |               |               |            |
| Jon Bru                    | 18-10-1977    | Spanje        |            |
| Koldo Gil                  | 16-10-1978    | Spanje        |            |
| Xabier Zandio              | 17-03-1977    | Spanje        |            |

## Overwinningen
Ronde van de Algarve
4e etappe: Alex Zülle
Eindklassement: Alex Zülle
GP Portugal Telecom
3e etappe: Aitor Osa
Internationaal Wegcriterium
2e etappe: Leonardo Piepoli
Ronde van Aragon
2e etappe: Leonardo Piepoli
Eindklassement: Leonardo Piepoli
Ronde van La Rioja
3e etappe: Cândido Barbosa
Euskal Bizikleta
4e etappe A: Aitor Garmendia
Alpenklassieker
José María Jiménez
Route du Sud
4e etappe: Francisco Mancebo
Eindklassement: Tomasz Brożyna
Ronde van Catalonië
7e en 8e etappe: José María Jiménez
Eindklassement: José María Jiménez
Grande Prémio do Minho
1e etappe: David Navas
4e etappe: Pablo Lastras
5e etappe: Cândido Barbosa
Ronde van Frankrijk
13e etappe: José Vicente García Acosta
Jongerenklassement: Francisco Mancebo
Ronde van Portugal
6e en 11e etappe: Cândido Barbosa
Ronde van Castilië en León
5e etappe: Francisco Mancebo
Eindklassement: Francisco Mancebo
Ronde van Burgos
3e etappe: Leonardo Piepoli
Eindklassement:  Leonardo Piepoli
Ronde van Spanje
1e etappe: Alex Zülle
5e etappe: Eladio Jiménez